# Ханин, Михаил Борисович
Михаил Борисович Ханин (литературный псевдоним Михаил Суровый; 1883, Аккерман, Бессарабская губерния — после 1935) — русский революционер, писатель и публицист, конструктор, анархо-синдикалист, журналист.

## Биография
Родился в Аккермане, в еврейской купеческой семье. Учился в городском училище там же, в 1900—1904 годах работал типографским наборщиком и участвовал в революционном движении в Одессе, Екатеринославе, Кривом Роге, Черкассах, занимаясь распространением нелегальной литературы. Арестован в 1903 году, после освобождения жил в Женеве, где работал в типографии и печатался в газетах «Вперёд» и «Пролетарий», затем в анархистской газете «Хлеб и воля» под псевдонимом Мишель Спираф.
В 1905 году в Берлине сдал экзамен на конструктора наборных машин. В 1906 году вернулся в Россию, участвовал в деятельности анархо-коммунистических и анархо-синдикалистских организаций и типографий в Екатеринославе, Александрии, Елизаветграде (партийная кличка Миша Винокуров). Арестован в 1907 году, в августе 1908 года осуждён по 309 статье за организацию побега из тюрьмы и участие в акциях экспроприации на 15 лет каторги. До 1910 года содержался в тюрьме в Елизаветграде, в 1910—1917 годах — в Херсоне.
Автор книги «Каторжные рассказы» (Харьков, 1927).

## Публикации
- Гмырев А. М. Стихи. Предисловие к тетради стихов 1911 года М. Б. Ханина (Михаил Суровый). Смоленск, 1961.
- Каторжная печаль. — В кн.: Гмырев А. М. Грома гордые раскаты. Одесса, 1970, с. 199—201.[4]